# Eleccions municipals islandeses de 2014
Les eleccions municipals islandeses de 2014 van celebrar-se el 31 de maig del mateix any, per escollir els regidors dels consells municipals (en islandès: sveitarstjórn o bæjarstjórn) dels 74 municipis d'Islàndia per a un període de 4 anys. Les eleccions municipals anteriors es van celebrar el 2010.

## Sistema electoral
Eren electors tots els ciutadans amb nacionalitat islandesa majors de 18 anys i residents en un municipi islandès, així com els ciutadans de països nòrdics que haguessin residit contínuament a Islàndia durant 3 anys o els ciutadans d'altres països que hi haguessin residit durant 5 anys.
Per la votació es va utilitzar un sistema proporcional amb llistes desbloquejades. L'assignació d'escons es va realitzar mitjançant la regla D'Hondt. El nombre de regidors de cada municipi depenia del nombre d'habitants i sempre era un nombre senar. Les llistes presentades per les candidatures podien contenir com a màxim el doble del nombre d'escons a escollir. Per poder presentar una candidatura calia recollir un nombre de signatures determinat.
A les llistes presentades pels partits se'ls hi assignava una lletra de l'alfabet llatí, que és la que acabava prenent cada partit com a acrònim i la que va acabar sortint a les paperetes. La lletra utilitzada per cada partit era la mateixa en tots els municipis en el que es van presentar.
En cas que en un municipi només es presentés una sola candidatura, el termini per presentar candidatures es va allargar dos dies més. En cas que no se'n presentés una segona en aquest termini, els primers membres de la llista van ser elegits sense dur a terme l'elecció. Amb aquest mètode es van escollir els consells de 3 municipis: Vesturbyggð, Skútustaðahreppur i Tjörneshreppur.
En els municipis on no s'hi va presentar cap llista, automàticament es va proclamar candidats a tots els ciutadans amb dret de vot d'aquell municipi, tret d'aquelles persones que ja haguessin estat regidors prèviament, que podien renunciar si així ho demanaven. Aquesta situació s'anomena elecció il·limitada (en islandès: óbundnar kosningar). En aquest cas, el vot va esdevenir obligatori entre els electors entre 18 i 65 anys. El dia de les eleccions va escollir-se el nombre corresponent de regidors i un nombre igual de suplents, que fou de 5 o 7 en els municipis on es va aplicar. L'elecció es va dur a terme amb un sistema majoritari plurinominal a una sola volta. Els regidors i els suplents van ser escollits en llistes diferents. Aquest sistema es va aplicar en 18 municipis.
La constitució dels ajuntaments es va realitzar 15 dies després de les eleccions. Els regidors van ser els encarregats d'escollir l'alcalde (en islandès: bæjarstjóri, borgarstjóri o sveitarstjóri), que podia ser –o no– un regidor.

## Resultats

### Total

Partit guanyador per municipi:
Partit de la Independència
Aliança Socialdemòcrata
Partit Progressista
Llista independent
Vot il·limitat

| Partit                               | Partit                                  | Partit                                  | Vots    | %    | Regidors |
| ------------------------------------ | --------------------------------------- | --------------------------------------- | ------- | ---- | -------- |
|                                      | Partit de la Independència              | D                                       | 49.113  | 32,3 | 120      |
|                                      | Aliança Socialdemòcrata                 | S                                       | 30.328  | 19,9 | 35       |
|                                      | Partit Progressista                     | B                                       | 18.801  | 12,4 | 56       |
|                                      | Futur Brillant                          | Æ                                       | 15.568  | 10,3 | 11       |
|                                      | Moviment d'Esquerra-Verd                | V                                       | 10.002  | 6,6  | 9        |
|                                      | Partit Pirata                           | Þ                                       | 4.719   | 3,1  | 1        |
|                                      | Albada                                  | T                                       | 1.008   | 0,7  | 0        |
|                                      | Llistes independents                    | Llistes independents                    | 20.498  | 13,5 | 178      |
|                                      | Regidors electes en eleccions limitades | Regidors electes en eleccions limitades | 2.087   | 1,4  | 94       |
| Vots blancs i nuls                   | Vots blancs i nuls                      | Vots blancs i nuls                      | 6.248   | –    | –        |
| Total                                | Total                                   | Total                                   | 158.462 | 100  | 504      |
| Cens/participació                    | Cens/participació                       | Cens/participació                       | 239.818 | 66,1 | –        |
| Font: Dades a partir de Kosningasaga |                                         |                                         |         |      |          |

### Reykjavík
| Partit             | Partit                     | Partit             | Vots   | %    | Regidors |
| ------------------ | -------------------------- | ------------------ | ------ | ---- | -------- |
|                    | Aliança Socialdemòcrata    | S                  | 17.426 | 31.9 | 5        |
|                    | Partit de la Independència | D                  | 14.031 | 25.7 | 4        |
|                    | Futur Brillant             | Æ                  | 8.539  | 15.6 | 2        |
|                    | Partit Progressista        | B                  | 5.865  | 10.7 | 2        |
|                    | Moviment d'Esquerra-Verd   | V                  | 4.553  | 8.3  | 1        |
|                    | Partit Pirata              | Þ                  | 3.238  | 5.9  | 1        |
|                    | Albada                     | T                  | 774    | 1.5  | 0        |
|                    | Front Popular d'Islàndia   | R                  | 219    | 0.4  | 0        |
| Vots blancs i nuls | Vots blancs i nuls         | Vots blancs i nuls | 2.251  | –    | –        |
| Total              | Total                      | Total              | 56.896 | 100  | 15       |
| Cens/participació  | Cens/participació          | Cens/participació  | 90.487 | 62,9 | –        |
| Font: Kosningasaga |                            |                    |        |      |          |